# Géza Uray
Géza Uray (Hongaars: Uray Géza) (16 augustus 1921-17 juli 1991) was een Hongaars tibetoloog.
Uray studeerde bij Louis Ligeti en schreef zijn proefschrift over Tibetaanse dialecten. Aan het begin van zijn carrière richtte hij zich op linguïstische thema's. Gedurende zijn loopbaan verlegde hij zijn focus echter steeds meer op de vroege Tibetaanse geschiedenis en de analyse van de manuscripten van Dunhuang, die als primaire bron voor deze studie gelden. 
Uray schreef een groot aantal werken. Ter ere van zijn onderzoek werd in 1991 Tibetan history and language: studies dedicated to Géza Uray on his seventieth birthday uitgebracht door de Universiteit van Wenen.